# Theodor Altschul
Theodor Altschul (13. října 1850 Praha – 6. října 1918 tamtéž) byl pražský německý lékař, hygienik, vrchní zdravotní rada v Praze. V praktické, veřejné i literární činnosti se zaměřil na školní hygienu, zavádění vodovodu a kanalizace a boj s nakažlivými nemocemi, zejména tuberkulózou. Věnoval se i somatologii (tělovědě). Psal odborné spisy a přispíval populárními měsíčními zprávami do deníku Bohemia. Byl oceňovaný pro své hluboké znalosti a obětavost; získal Řád Františka Josefa a patřil k nejoblíbenějším pražským německým lékařům.

## Život
Narodil se 13. října 1850 v pražské židovské rodině. Studoval na Karlo-Ferdinandově univerzitě a po dalších studiích a praxi v nemocnici si v Praze otevřel vlastní ordinaci.
Měl širokou klientelu ze všech vrstev společnosti. Na svých pacientech z řad živnostníků a dělníků pozoroval, jaký vliv na lidské zdraví má prostředí. Viděl, že nevhodné hygienické poměry vedou často k šíření závažných chorob. To ho přivedlo ke snaze nejen léčit, ale především nemocem předcházet.
Velké úsilí věnoval boji proti tuberkulóze. Vstoupil do několika sdružení, např. do Spolku pro potírání plicních chorob (Verein zur Bekämpfung der Lungenkrankenheiten), Kuratoria německého zemského pomocného spolku pro nemocné na plíce (Kuratorium des deutschen Landeshilfsvereines für Lungenkranke), Pracovního výboru rakouské ústřední komise pro potírání tuberkulózy (Arbeitsausschuss des österreichischen Zentralkomitees zur Bekämpfung der Tuberkulose) a mezinárodního Svazu proti tuberkulóze (Vereinigung gegen Tuberkulose) se sídlem v Berlíně. Účastnil se všech evropských kongresů k této nemoci a v Bruselu r. 1910 vystoupil s projevem. Díky svým znalostem byl také jako první praktický lékař jmenován do zdravotní rady města Vídně.
Stal se průkopníkem hygieny. Předkládal řadu návrhů na zlepšení a některé se mu podařilo realizovat. Úspěch například přineslo jeho desítky let trvající úsilí o zavedení moderního vodovodu a kanalizace v Praze.
Věnoval se i zdraví dětí a mládeže. Stal se autoritou v oblasti školní hygieny. Usiloval o rozvoj tělesné výchovy. Byl činný v německém spolku pro hry mládeže (Verein für Jugendspiele) a v zemské komisi pro ochranu dětí a péči o mládež (Landeskommission für Kinderschutz und Jugendfürsorge).
Zastával úřad vrchního zdravotního rady (Obersanitätsrat) v Praze a jako zástupce spolku německých lékařů zasedal v městské zdravotní komisi a zemské zdravotní radě (Landessanitätsrat).
Známá byla i jeho popularizační činnost. V roce 1885, po smrti doc. Poppera, zahájil sérii popularizačních článků a měsíčních zpráv v deníku Bohemia, v nichž se vyjadřoval ke zdravotní problematice. Poslední z těchto textů vyšel krátce po jeho smrti. Samostatně také vydal několik odborných prací (viz sekci Dílo).
Dlouhodobě trpěl cukrovkou, k níž se na podzim 1918 přidalo onemocnění srdce. Vyléčil se a začal znovu ordinovat, ale vzápětí se nakazil chřipkou a po dvou dnech, 6. října 1918, v Praze zemřel. Po pohřebním obřadu na rampě nádraží Františka Josefa bylo jeho tělo převezeno ke zpopelnění do krematoria v Žitavě.
Altschul byl považován za jednoho z nejlepších a nejoblíbenějších německých lékařů v Praze. Současníci oceňovali jeho rozsáhlé znalosti, hluboké vzdělání a obětavost, ale také nadšení pro krásu, přátelskou, vtipnou povahu a aktivní účast v humanitárních a národních (tj. německých) sdruženích. Za zásluhy získal Řád Františka Josefa.

## Dílo
Vedle popularizačních článků v deníku Bohemia byl rovněž autorem samostatně vydaných odborných prací v oboru hygieny a somatologie, např.
- Ueber Wasserversorgung der Städte im Allgemeinen und die geplante Wasserversorgung Prags im Besonderen (1889), O zásobování měst vodou obecně a plánovaném vodovodu v Praze zvláště
- Zur Schularztfrage : eine Schulhygienische Studie (1890), K otázce školních lékařů : Školně-hygienická studie
- Die sanitären Verhältnisse von Prag (1893), Zdravotní poměry v Praze
- Nutzen und Nachteile der Körperübungen (1901), Výhody a nevýhody tělesných cvičení
- Körper- und Gesundheitslehre für die oberen Klassen der Mittelschulen (1910), Tělo- a zdravověda pro vyšší třídy středních škol
- Gesundheitslehre und Kinderpflege für die Frauenschulklassen des Lyzeums (1912), Zdravotní výchova a péče o děti ve výchově dívek na lyceu
- Kriege und Seuchen (1914), Války a epidemie